# ベネディクト・レーツル

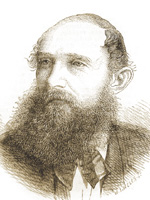
Benedict Roezl

ベネディクト・レーツル（Benedict Roezl、1823年8月13日 - 1885年10月14日）はオーストリアの園芸家である。南北アメリカのランを収集しヨーロッパへ送った。

## 略歴
現在はチェコのHoroměřiceに庭師の息子に生まれた。13歳から庭師の訓練を受け、ヨーロッパ各地で、庭師として働いた。ヘントの園芸学校の主任を務めた後に、1854年に初めてメキシコに渡り栽培園を開いた。1867年に、ヘンプ（大麻繊維）やラミー（苧麻繊維）の洗浄する機械を開発するが、1868年にキューバのハバナでのデモンストレーションを行った時に、事故を起こし左腕を失った。その後は義手をつけて暮らした。30年間にわたって南北アメリカのランを収集、栽培しヨーロッパへ輸出する仕事を行った。イギリスのラン研究家で種苗商のサンダー（Henry Frederick Conrad Sander）が協力者となった。たとえば1869年には、ペルーやコロンビアやベネズエラの10,000本以上のラン（多くは航海中に枯死したが）をロンドンの取引所に送った。取引所で高価で取引された、白いカトレア（Rhynchostele cervantesii）などのランの収集を行った。800種を越えるランの採集を行い、オンシジューム属のシノニムであるRoezliella属やMiltoniopsis roezliiなど40を越えるランの種やザミア科の種、Zamia roezliiやオオバコ科の種、Penstemon roezliiにレーツルの名前がつけられた。

## 著作
- Benedikt Roezl, Catalogue des graines de conifères mexicains, 1857,
- Benedikt Roezl, Poslední má cesta na západní pobřeží mexické (Mon dernier voyage sur la côte occidentale du Mexique), in Flora, vers 1880, trad. de l'allemand.
- Benedikt Roezl, Rostliny mnou v severní a jižní Americe objevené (Les plantes que j'ai découvertes en Amérique du Nord et du Sud), in Flora, vers 1880, trad. de l'allemand.